# アルデンヌ・クラシック
アルデンヌ・クラシック（英: Ardennes Classics 仏: Classiques ardennaises）とは、4月中旬にオランダのリンブルフ州とベルギーのアルデンヌ地方で開催される、自転車のプロロードレースのワンデイレースのうち高い格式を持つものを指す。現在はUCIワールドツアーに含まれるアムステルゴールドレース、フレッシュ・ワロンヌ、リエージュ〜バストーニュ〜リエージュの3レースを指すことが多い。アルデンヌ・クラシック開幕前には主にフランドル地方を舞台にしたフランドル・クラシックが行われている。

## 歴史
アルデンヌ地方ならではの細かな起伏に富んだコースレイアウトとなるため、各レースの歴代優勝者にはパンチャーやクライマーなどの選手が名を連ねる。
2004年にダビデ・レベリンが、2011年にフィリップ・ジルベールが同一年全制覇を果たしており、2017年現在、達成者はこの2人のみである。ダニーロ・ディルーカ、ミケーレ・バルトリ、エディ・メルクス、ベルナール・イノーらは同一年ではないものの全勝を果たしている。
2017年には女子レースも開催され、アンナ・ファン・デル・ブレヘンが同一年全制覇を果たした。

## 1990年以降の優勝者
太字は同一年全制覇、太斜字は同一年2大会制覇。
| 年   | アムステルゴールドレース                 | フレッシュ・ワロンヌ           | リエージュ～バストーニュ～リエージュ |
| ---- | ---------------------------------------- | ------------------------------ | ------------------------------------ |
| 2025 | マティアス・スケルモース                 | タデイ・ポガチャル             | タデイ・ポガチャル                   |
| 2024 | トム・ピドコック                         | スティーヴン・ウィリアムズ     | タデイ・ポガチャル                   |
| 2023 | タデイ・ポガチャル                       | タデイ・ポガチャル             | レムコ・エヴェネプール               |
| 2022 | ミハウ・クフャトコフスキ                 | ディラン・トゥーンス           | レムコ・エヴェネプール               |
| 2021 | ワウト・ファン・アールト                 | ジュリアン・アラフィリップ     | タデイ・ポガチャル                   |
| 2020 | 新型コロナウイルス感染症の流行により中止 | マルク・ヒルシ                 | プリモシュ・ログリッチ               |
| 2019 | マチュー・ファン・デル・プール           | ジュリアン・アラフィリップ     | ヤコブ・フルサン                     |
| 2018 | ミカエル・ヴァルグレン                   | ジュリアン・アラフィリップ     | ボブ・ユンゲルス                     |
| 2017 | フィリップ・ジルベール                   | アレハンドロ・バルベルデ       | アレハンドロ・バルベルデ             |
| 2016 | エンリコ・ガスパロット                   | アレハンドロ・バルベルデ       | ワウト・プルス                       |
| 2015 | ミハウ・クフャトコフスキ                 | アレハンドロ・バルベルデ       | アレハンドロ・バルベルデ             |
| 2014 | フィリップ・ジルベール                   | アレハンドロ・バルベルデ       | サイモン・ジェラン                   |
| 2013 | ロマン・クロイツィゲル                   | ダニエル・モレノ               | ダニエル・マーティン                 |
| 2012 | エンリコ・ガスパロット                   | ホアキン・ロドリゲス           | マキシム・イグリンスキー             |
| 2011 | フィリップ・ジルベール                   | フィリップ・ジルベール         | フィリップ・ジルベール               |
| 2010 | フィリップ・ジルベール                   | カデル・エヴァンス             | アレクサンドル・ヴィノクロフ         |
| 2009 | セルゲイ・イワノフ                       | ダビデ・レベリン               | アンディ・シュレク                   |
| 2008 | ダミアーノ・クネゴ                       | キム・キルシェン               | アレハンドロ・バルベルデ             |
| 2007 | シュテファン・シューマッハー             | ダビデ・レベリン               | ダニーロ・ディルーカ                 |
| 2006 | フランク・シュレク                       | アレハンドロ・バルベルデ       | アレハンドロ・バルベルデ             |
| 2005 | ダニーロ・ディルーカ                     | ダニーロ・ディルーカ           | アレクサンドル・ヴィノクロフ         |
| 2004 | ダヴィデ・レベッリン                     | ダヴィデ・レベッリン           | ダヴィデ・レベッリン                 |
| 2003 | アレクサンドル・ヴィノクロフ             | イゴル・アスタルロア           | タイラー・ハミルトン                 |
| 2002 | ミケーレ・バルトリ                       | マリオ・アールツ               | パオロ・ベッティーニ                 |
| 2001 | エリック・デッケル                       | リック・ヴェルブルッヘ         | オスカル・カーメンツィント           |
| 2000 | エリック・ツァベル                       | フランチェスコ・カーザグランデ | パオロ・ベッティーニ                 |
| 1999 | マイケル・ボーヘルト                     | ミケーレ・バルトリ             | フランク・ファンデンブルック         |
| 1998 | ロルフ・ヤールマン                       | ボー・ハンブルガー             | ミケーレ・バルトリ                   |
| 1997 | ビャルヌ・リース                         | ローラン・ジャラベール         | ミケーレ・バルトリ                   |
| 1996 | ステファノ・ザニーニ                     | ランス・アームストロング       | パスカル・リシャール                 |
| 1995 | マウロ・ジャネッティ                     | ローラン・ジャラベール         | マウロ・ジャネッティ                 |
| 1994 | ヨハン・ムセウ                           | モレノ・アルゼンティン         | エフゲニー・ベルズィン               |
| 1993 | ロルフ・ヤールマン                       | マウリツィオ・フォンドリエスト | ロルフ・ソレンセン                   |
| 1992 | オラフ・ルードヴィッヒ                   | ジョルジオ・フルラン           | ディルク・ド・ヴォルフ               |
| 1991 | フラン・マーセン                         | モレノ・アルゼンティン         | モレノ・アルゼンティン               |
| 1990 | アドリ・ファンデルプール                 | モレノ・アルゼンティン         | エリック・ファン・ランカー           |

## 通算優勝回数
斜字は現役選手。
| 順位 | 名前                       | 国籍       | 通算優勝回数 | アムステルゴールドレース     | フレッシュ・ワロンヌ         | リエージュ〜バストーニュ〜リエージュ |
| ---- | -------------------------- | ---------- | ------------ | ---------------------------- | ---------------------------- | ------------------------------------ |
| 1    | エディ・メルクス           | ベルギー   | 10           | 2 (1973,1975)                | 3 (1967,1970,1972)           | 5 (1969,1971,1972,1973,1975)         |
| 2    | アレハンドロ・バルベルデ   | スペイン   | 9            | 0                            | 5 (2006,2014,2015,2016,2017) | 4 (2006,2008,2015,2017)              |
| 3    | モレノ・アルゼンティン     | イタリア   | 7            | 0                            | 3 (1990,1991,1994)           | 4 (1985,1986,1987,1991)              |
| 4    | フィリップ・ジルベール     | ベルギー   | 6            | 4 (2010,2011,2014,2017)      | 1 (2011)                     | 1 (2011)                             |
| 5    | ヤン・ラース               | オランダ   | 5            | 5 (1977,1978,1979,1980,1982) | 0                            | 0                                    |
| 〃   | ダビデ・レベリン           | イタリア   | 〃           | 1 (2004)                     | 3 (2004,2007,2009)           | 1 (2004)                             |
| 〃   | タデイ・ポガチャル         | スロベニア | 〃           | 1 (2023)                     | 2 (2023,2025)                | 2 (2021,2025)                        |
| 8    | マルセル・キント           | ベルギー   | 3            | 0                            | 3 (1943,1944,1945)           | 0                                    |
| 〃   | レオン・ウア               | ベルギー   | 〃           | 0                            | 0                            | 3 (1982,1983,1984)                   |
| 〃   | アルフォンス・スヘペルス   | ベルギー   | 〃           | 0                            | 0                            | 3 (1929,1931,1935)                   |
| 〃   | フレット・デ・ブリュイヌ   | ベルギー   | 〃           | 0                            | 0                            | 3 (1956,1958,1959)                   |
| 〃   | ジュリアン・アラフィリップ | フランス   | 〃           | 0                            | 3 (2018,2019,2021)           | 0                                    |